# Kazuyoshi Miura
Kazuyoshi Miura (三浦 知良  - Miura Kazuyoshi - Shizuoka, 26 de fevereiro de 1967), mais conhecido como Kazu, é um futebolista japonês. Atualmente, joga no Suzuka Point Getters.
É o jogador mais velho em atividade e mais velho também a atuar no futebol. Em 2012, Kazu se tornou o jogador mais velho a atuar em uma Copa do Mundo de Futsal.
No dia 5 de março de 2017, Kazu entrou para a história do futebol mundial, tornando-se o jogador mais velho da história a jogar profissionalmente uma partida deste esporte. Na partida contra o V-Varen Nagasaki, entrou em campo com 50 anos e sete dias, 48 horas mais velho que o antigo detentor do recorde, o inglês Stanley Matthews, que havia estabelecido o recorde em 1965. Uma semana depois, superou outro recorde pertencente a Matthews: o de atleta mais velho a marcar um gol em campeonatos nacionais de futebol, aos 50 anos e 14 dias, contra o Thespakusatsu Gunma, além de ser o primeiro jogador acima dos 50 anos a balançar as redes nas 3 divisões profissionais do futebol nipônico.
Além desses feitos, Kazu é o primeiro japonês a fazer um gol no futebol brasileiro e o primeiro japonês a disputar o Campeonato Italiano.

## Carreira
Em 1982, como o futebol no Japão ainda era incipiente, Kazu deixou sua terra natal e veio sozinho para o Brasil, aos 15 anos, pelo sonho de se tornar jogador, desembarcando nas categorias de base de futsal do Juventus da Mooca (o pai de Kazu era um empresário milionário no Japão e decidiu apostar no sonho do filho de jogar futebol).
Subiu para o profissional no Juventus aos 18 anos, em 1986 e no mesmo ano, foi contratado pelo Santos, chamando a atenção da imprensa. Fez sua primeira partida como jogador profissional atuando pelo Santos no dia 09 de abril de 1986, em partida válida pela pela 10ª rodada do Campeonato Paulista no Estádio do Canindé, exatamente contra o Juventus da Mooca. Kazu se tornaria o primeiro japonês a jogar na equipe, sendo cedido ao Palmeiras - quando o Verdão fazia uma turnê de amistosos no Japão - e ao Matsubara, ambos no mesmo ano de 1986.
Em 1987, continuava ganhando as manchetes ao ser o primeiro jogador asiático a defender um clube nordestino, neste caso o CRB de Alagoas, onde chegou em julho. Passaria também por XV de Jaú e Coritiba.
Pelo XV de Jaú, Kazu se tornaria o primeiro japonês a fazer um gol no futebol brasileiro. Este fato aconteceu no dia 19 de março de 1988, quando balançou a rede em uma partida contra o Corinthians pelo Campeonato Paulista.
Pelo Coritiba, Kazu conquistaria o título estadual de 1989 ao lado de Osvaldo, Carlos Alberto Dias, Serginho, Tostão e Chicão, além do técnico Edu Coimbra.
De volta ao Santos em 1990, ganhou o apelido de “O exterminador verde” após uma boa atuação diante do Palmeiras. Encerraria o ciclo no Brasil no mesmo ano, e regressou ao Japão para defender o Yomiuri (atual Tokyo Verdy), que pouco tempo depois se tornaria Verdy Kawasaki.
Atuaria também por Genoa (empréstimo), Croatia Zagreb (atual Dínamo de Zagreb), Kyoto Purple Sanga e Vissel Kobe até 2005, quando, aos 38 anos de idade, foi contratado pelo Yokohama FC. Só saiu do time por empréstimo no final daquele ano para disputar o Mundial de Clubes pelo Sydney FC da Austrália, onde marcou dois gols na competição. Em 2012, o Yokohama FC emprestou Kazu ao Espolada Hokkaido, da liga japonesa de futsal. O objetivo era "ganhar experiência" para participar do Mundial da Tailândia pela Seleção Japonesa de Futsal.
Em 2016, contra o Cerezo Osaka, tornou-se, aos 49 anos, o jogador mais velho a marcar gol num jogo oficial, ao serviço do Yokohama FC. Na ocasião, o Yokohama venceu por 3 a 2, partida válida pela J-League 2. O recorde anterior era do próprio Kazu.
Em 2017, Kazu entrou para a história do futebol mundial, se tornando o jogador mais velho da história a jogar profissionalmente uma partida deste esporte. Kazu entrou em campo com 50 anos e sete dias, 48 horas mais velho que o antigo detentor do recorde, o inglês Stanley Matthews, que havia estabelecido o recorde em 1965.
No início de 2018, Kazu renovou contrato por mais uma temporada com o Yokohama FC, para disputar a 33ª temporada de sua carreira. Atuou 4 vezes na temporada (todas pela segunda divisão japonesa), sem nenhum gol.
Em janeiro de 2019, renovou por mais um ano com o Yokohama FC, indo para a 34ª temporada seguida como jogador profissional.
Em setembro de 2020, aos 53 anos, se torna o jogador mais velho a atuar na 1ª divisão do Japão, quando foi titular e capitão pela J1 no duelo contra o líder Kawasaki Frontale.
No final de 2021, Kazu assina contrato com o Suzuka Point Getters após 16 anos no Yokohama FC.
No início de 2023, Kazu assina contrato com a União Desportiva Oliveirense da 2ª Divisão do Campeonato Português. Fez sua estreia em abril, no Estádio do Fontelo, em Viseu, na vitória de 4 a 1 do Académico de Viseu sobre a Oliveirense e se tornou o atleta mais velho a entrar em campo profissionalmente no futebol de Portugal. Em julho do mesmo ano, renova com time português por mais uma temporada.

## Seleção Japonesa

### Futebol de campo
Kazu estreou pela Seleção Japonesa em 1990, disputando três partidas naquele ano. Seu primeiro gol foi marcado em 1992, contra a Coreia do Norte. O primeiro título dele com os Samurais foi a Copa da Ásia de 1992.
Esteve a um passo de disputar a Copa de 1994, e a vaga era considerada certa por todos os japoneses - o meia-atacante chegou a marcar 16 gols, 14 somente pelas Eliminatórias - seus companheiros seguravam o 2 a 1 até o final do jogo contra o Iraque, quando, aos 45 do segundo tempo, Jaffar Salman marcou o gol que decretou a eliminação japonesa, no episódio que ficou conhecido como "a Agonia de Doha".
Para vingar a eliminação em 1993, Kazu e seus companheiros decidiram não bobear. Nas eliminatórias para a Copa de 98, o meia-atacante marcou oito gols contra Macau e dois contra o Nepal.
A convocação de Kazu era tida como certa pelos japoneses, mas o técnico Takeshi Okada inexplicavelmente excluiu o ídolo da lista final de convocados, preferindo convocar o jovem Shinji Ono. Sua exclusão causou espanto e revolta entre os fãs. Aos 31 anos, Kazu perdeu sua primeira e última chance de disputar um Mundial. Quatro anos depois, quando o Japão foi um dos países-sede, já tinha se despedido da seleção para dar espaço aos mais novos.
Nestas 2 eliminatórias, Kazu foi o artilheiro, marcando 13 gols nas eliminatórias da Copa de 1994, e 14 gols para a de 1998. Além disso, estes 27 gols marcados em Eliminatórias lhe tornaram o terceiro maior artilheiro da história da competição, com média de 1,08 tentos por jogo.
Em 2000, aos 33 anos, Kazu retornou à Seleção para realizar sua despedida internacional. E ele não passou em branco: marcou um gol contra Brunei e outro contra a Jamaica, tornando-se, assim, o maior artilheiro da história da Seleção Japonesa, com 56 gols - um a mais que Kunishige Kamamoto, medalhista de bronze nos Jogos Olímpicos de 1968 e destaque do país nos anos 60 e 70.

### Futsal
No ano de 2012, Kazu, aos 45 anos, se juntou à Seleção Japonesa de Futsal para disputar a Copa do Mundo de Futsal 2012 na Tailândia.
Kazu estreou pela seleção em amistoso contra o Brasil, no empate por 3 a 3 no dia 24 de outubro, 12 anos depois da última partida com a camisa japonesa nos gramados. 3 dias depois, Kazu fez seu primeiro e único gol pela equipe. A partida foi o último amistoso preparatório da equipe, onde o Japão venceu a Ucrânia por 3 a 1.
Já no Mundial, após ter entrado em campo na partida em que o Japão foi derrotado por 4x1 para o Brasil, Kazu se tornou o jogador mais velho a atuar em um Mundial da modalidade.

## Seleção do Resto do Mundo
Kazu participou de 2 partidas pela chamada Seleção do Resto do Mundo, entre 1995 e 1996.
A primeira aconteceu no dia 30 de agosto, quando enfrentou um selecionado das Américas.
A segunda foi no dia 14 de julho de 1996, Kazu foi titular na partida em que o Brasil venceu por 2 x 1. Ele foi o único asiático a participar desta partida.

## Homenagem nos jogos eletrônicos
Kazu também foi homenageado no game de SuperFamicon: Captain Tsubasa IV - Professional Rivals (baseado na obra "Captain Tsubasa", de Yoichi Takahashi) onde ele aparece como sendo um dos melhores atacantes do game.

## Estatísticas

### Seleção Japonesa
| Seleção Japonesa de Futebol | Seleção Japonesa de Futebol | Seleção Japonesa de Futebol |
| Ano                         | Partidas                    | Gols                        |
| --------------------------- | --------------------------- | --------------------------- |
| 1990                        | 3                           | 0                           |
| 1991                        | 2                           | 0                           |
| 1992                        | 11                          | 2                           |
| 1993                        | 16                          | 16                          |
| 1994                        | 8                           | 5                           |
| 1995                        | 12                          | 6                           |
| 1996                        | 12                          | 6                           |
| 1997                        | 19                          | 18                          |
| 1998                        | 1                           | 0                           |
| 1999                        | 0                           | 0                           |
| 2000                        | 5                           | 2                           |
| Total                       | 89                          | 55                          |

#### Lista de gols marcados
| #   | Data                    | Local                          | Adversário             | Placar | Resultado | Competição                                  |
| --- | ----------------------- | ------------------------------ | ---------------------- | ------ | --------- | ------------------------------------------- |
| 1.  | 26 de agosto de 1992    | Pequim, China                  | Coreia do Norte        | 4-1    | Vitória   | Dynasty Cup de 1992                         |
| 2.  | 3 de novembro de 1992   | Hiroxima, Japão                | Irã                    | 1-0    | Vitória   | Copa da Ásia de 1992 - Fase de Grupos       |
| 3.  | 14 de março de 1993     | Tóquio, Japão                  | Estados Unidos         | 3-1    | Vitória   | Amistoso                                    |
| 4.  | 14 de março de 1993     | Tóquio, Japão                  | Estados Unidos         | 3-1    | Vitória   | Amistoso                                    |
| 5.  | 8 de abril de 1993      | Kobe, Japão                    | Tailândia              | 1-0    | Vitória   | Eliminatórias da Copa do Mundo FIFA de 1994 |
| 6.  | 11 de abril de 1993     | Tóquio, Japão                  | Bangladesh             | 8-0    | Vitória   | Eliminatórias da Copa do Mundo FIFA de 1994 |
| 7.  | 11 de abril de 1993     | Tóquio, Japão                  | Bangladesh             | 8-0    | Vitória   | Eliminatórias da Copa do Mundo FIFA de 1994 |
| 8.  | 11 de abril de 1993     | Tóquio, Japão                  | Bangladesh             | 8-0    | Vitória   | Eliminatórias da Copa do Mundo FIFA de 1994 |
| 9.  | 11 de abril de 1993     | Tóquio, Japão                  | Bangladesh             | 8-0    | Vitória   | Eliminatórias da Copa do Mundo FIFA de 1994 |
| 10. | 15 de abril de 1993     | Tóquio, Japão                  | Sri Lanka              | 5-0    | Vitória   | Eliminatórias da Copa do Mundo FIFA de 1994 |
| 11. | 15 de abril de 1993     | Tóquio, Japão                  | Sri Lanka              | 5-0    | Vitória   | Eliminatórias da Copa do Mundo FIFA de 1994 |
| 12. | 30 de abril de 1993     | Dubai, Emirados Árabes Unidos  | Bangladesh             | 4-1    | Vitória   | Eliminatórias da Copa do Mundo FIFA de 1994 |
| 13. | 5 de maio de 1993       | Dubai, Emirados Árabes Unidos  | Sri Lanka              | 6-0    | Vitória   | Eliminatórias da Copa do Mundo FIFA de 1994 |
| 14. | 4 de outubro de 1993    | Tóquio, Japão                  | Costa do Marfim        | 1-0    | Vitória   | Eliminatórias da Copa do Mundo FIFA de 1994 |
| 15. | 21 de outubro de 1993   | Doha, Qatar                    | Coreia do Norte        | 3-0    | Vitória   | Eliminatórias da Copa do Mundo FIFA de 1994 |
| 16. | 21 de outubro de 1993   | Doha, Qatar                    | Coreia do Norte        | 3-0    | Vitória   | Eliminatórias da Copa do Mundo FIFA de 1994 |
| 17. | 25 de outubro de 1993   | Doha, Qatar                    | Coreia do Sul          | 1-0    | Vitória   | Eliminatórias da Copa do Mundo FIFA de 1994 |
| 18. | 28 de outubro de 1993   | Doha, Qatar                    | Iraque                 | 2-2    | Empate    | Eliminatórias da Copa do Mundo FIFA de 1994 |
| 19. | 8 de julho de 1994      | Nagoya, Japão                  | Gana                   | 3-2    | Vitória   | Amistoso                                    |
| 20. | 8 de julho de 1994      | Nagoya, Japão                  | Gana                   | 3-2    | Vitória   | Amistoso                                    |
| 21. | 14 de julho de 1994     | Kobe, Japão                    | Gana                   | 2-1    | Vitória   | Amistoso                                    |
| 22. | 3 de outubro de 1994    | Hiroxima, Japão                | Emirados Árabes Unidos | 1-1    | Empate    | Jogos Asiáticos de 1994 - Fase de Grupos    |
| 23. | 11 de outubro de 1994   | Hiroxima, Japão                | Coreia do Sul          | 2-3    | Derrota   | Jogos Asiáticos de 1994 - 4as de Final      |
| 24. | 8 de janeiro de 1995    | Riyadh, Arábia Saudita         | Argentina              | 1-5    | Derrota   | Copa Rei Fahd de 1995 - Fase de Grupos      |
| 25. | 28 de maio de 1995      | Tóquio, Japão                  | Equador                | 3-0    | Vitória   | Amistoso                                    |
| 26. | 28 de maio de 1995      | Tóquio, Japão                  | Equador                | 3-0    | Vitória   | Amistoso                                    |
| 27. | 20 de setembro de 1995  | Tóquio, Japão                  | Paraguai               | 1-2    | Derrota   | Amistoso                                    |
| 28. | 24 de outubro de 1995   | Tóquio, Japão                  | Arábia Saudita         | 2-1    | Vitória   | Amistoso                                    |
| 29. | 28 de outubro de 1995   | Tóquio, Japão                  | Arábia Saudita         | 2-1    | Vitória   | Amistoso                                    |
| 30. | 19 de fevereiro de 1996 | Hong Kong, China               | Polónia                | 5-0    | Vitória   | Amistoso                                    |
| 31. | 26 de maio de 1996      | Tóquio, Japão                  | Iugoslávia             | 1-0    | Vitória   | Amistoso                                    |
| 32. | 29 de maio de 1996      | Fukuoka, Japão                 | México                 | 3-2    | Vitória   | Amistoso                                    |
| 33. | 25 de agosto de 1996    | Osaka, Japão                   | Uruguai                | 5-3    | Vitória   | Amistoso                                    |
| 34. | 25 de agosto de 1996    | Osaka, Japão                   | Uruguai                | 5-3    | Vitória   | Amistoso                                    |
| 35. | 9 de dezembro de 1996   | Al Ain, Emirados Árabes Unidos | Uzbequistão            | 4-0    | Vitória   | Copa da Ásia de 1996 - Fase de Grupos       |
| 36. | 15 de março de 1997     | Bangkok, Tailândia             | Tailândia              | 1-3    | Derrota   | Amistoso                                    |
| 37. | 15 de março de 1997     | Mascate, Omã                   | Macau                  | 10-0   | Vitória   | Eliminatórias da Copa do Mundo FIFA de 1998 |
| 38. | 15 de março de 1997     | Mascate, Omã                   | Macau                  | 10-0   | Vitória   | Eliminatórias da Copa do Mundo FIFA de 1998 |
| 39. | 21 de maio de 1997      | Tóquio, Japão                  | Coreia do Sul          | 1-1    | Empate    | Amistoso                                    |
| 40. | 8 de junho de 1997      | Tóquio, Japão                  | Croácia                | 4-3    | Vitória   | Amistoso                                    |
| 41. | 8 de junho de 1997      | Tóquio, Japão                  | Croácia                | 4-3    | Vitória   | Amistoso                                    |
| 42. | 22 de junho de 1997     | Tóquio, Japão                  | Macau                  | 10-0   | Vitória   | Eliminatórias da Copa do Mundo FIFA de 1998 |
| 43. | 22 de junho de 1997     | Tóquio, Japão                  | Macau                  | 10-0   | Vitória   | Eliminatórias da Copa do Mundo FIFA de 1998 |
| 44. | 22 de junho de 1997     | Tóquio, Japão                  | Macau                  | 10-0   | Vitória   | Eliminatórias da Copa do Mundo FIFA de 1998 |
| 45. | 22 de junho de 1997     | Tóquio, Japão                  | Macau                  | 10-0   | Vitória   | Eliminatórias da Copa do Mundo FIFA de 1998 |
| 46. | 22 de junho de 1997     | Tóquio, Japão                  | Macau                  | 10-0   | Vitória   | Eliminatórias da Copa do Mundo FIFA de 1998 |
| 47. | 22 de junho de 1997     | Tóquio, Japão                  | Macau                  | 10-0   | Vitória   | Eliminatórias da Copa do Mundo FIFA de 1998 |
| 48. | 25 de junho de 1997     | Tóquio, Japão                  | Nepal                  | 3-0    | Vitória   | Eliminatórias da Copa do Mundo FIFA de 1998 |
| 49. | 25 de junho de 1997     | Tóquio, Japão                  | Nepal                  | 3-0    | Vitória   | Eliminatórias da Copa do Mundo FIFA de 1998 |
| 50. | 7 de setembro de 1997   | Tóquio, Japão                  | Uzbequistão            | 6-3    | Vitória   | Eliminatórias da Copa do Mundo FIFA de 1998 |
| 51. | 7 de setembro de 1997   | Tóquio, Japão                  | Uzbequistão            | 6-3    | Vitória   | Eliminatórias da Copa do Mundo FIFA de 1998 |
| 52. | 7 de setembro de 1997   | Tóquio, Japão                  | Uzbequistão            | 6-3    | Vitória   | Eliminatórias da Copa do Mundo FIFA de 1998 |
| 53. | 7 de setembro de 1997   | Tóquio, Japão                  | Uzbequistão            | 6-3    | Vitória   | Eliminatórias da Copa do Mundo FIFA de 1998 |
| 54. | 16 de fevereiro de 2000 | Macau, China                   | Brunei                 | 9-0    | Vitória   | Eliminatórias da Copa da Ásia de 2000       |
| 55. | 6 de junho de 2000      | Casablanca, Marrocos           | Jamaica                | 4-0    | Vitória   | Amistoso                                    |

## Títulos
CRB
- Campeonato Alagoano: 1987

Coritiba
- Campeonato Paranaense: 1989

Tokyo Verdy
- Copa Sanwa Bank: 1994
- Campeonato Japonês: 1993, 1994
- Liga Japonesa de Futebol: 1990-91, 1991-92
- Copa do Imperador: 1996
- Copa da Liga Japonesa: 1992, 1993, 1994
- Supercopa do Japão: 1994, 1995

Dinamo Zagreb
- Campeonato Croata: 1998-99, 1999-00

Kyoto Sanga
- Campeonato Japonês - Segunda Divisão: 2001

Sydney FC
- Liga dos Campeões da OFC: 2005
- Campeonato Australiano: 2005-06

Yokohama FC
- Campeonato Japonês - Segunda Divisão: 2006

Suzuka Point Getters
- Liga Regional de Tōkai: 2012

Seleção Japonesa
- Copa das Nações Afro-Asiáticas: 1993
- Copa da Ásia: 1992, 2000
- Copa Kirin: 1995, 1996, 1997, 2000

Seleção Japonesa de Futsal
- Campeonato Asiático de Futsal: 2012

## Artilharias
- Eliminatória Asiática para Copa do Mundo - Copa de 1994 (13 gols) e Copa 1998 (14 gols)[3]
- Maior artilheiro da história da Seleção Japonesa - 56 gols[24]

## Prêmios e Honrarias
- Japan Professional Sports Grand Prize - 1993
- Futebolista Asiático do Ano - 1993[28]
- J.League Best XI - 1993, 1995, 1996
- J. League 20th Anniversary Team - 2013

## Recordes
- 2012 - Jogador mais velho da história a atuar em um Mundial de Futsal (45 anos).[3]
- 2015 - Jogador mais velho a marcar um gol no futebol japonês (48 anos e 38 dias)[3]
- 2020 - Jogador que atuou em mais décadas profissionalmente (5 décadas)[29]
- 2020 - Jogador mais velho da história a jogar profissionalmente uma partida de Futebol (53 anos).[5]